# Anna Prucnal

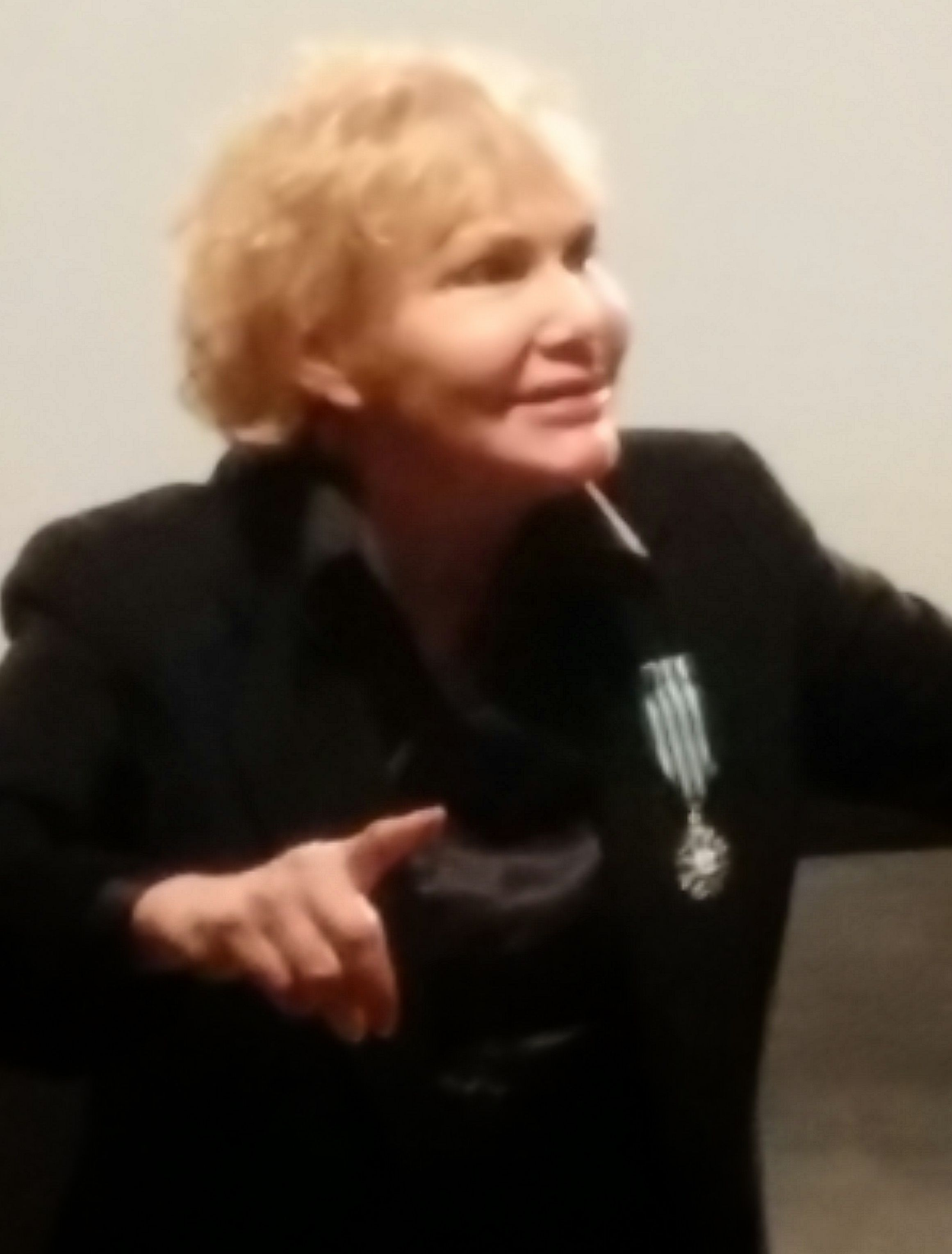
Anna Prucnal Chevalier des Arts et des Lettres

Anna Magdalena Prucnal-Michaud (* 17. Dezember 1940 in Warschau) ist eine polnisch-französische Schauspielerin und Sängerin.

## Leben
Anna Prucnal begann bereits während eines Musikstudiums in Warschau, in dem Studentenkabarett STS als Schauspielerin und Sängerin aufzutreten. Anfang der 1960er-Jahre drehte sie auch bereits ihre ersten Filme, die sie dann auch ins sozialistische Ausland brachten. Filme in Bulgarien und der DDR entstanden.
Seit Anfang der 1970er-Jahre ist sie mit dem französischen Fernsehredakteur Jean Maillaud liiert, der sie zunächst in Polen regelmäßig besuchte und sie schließlich heiratete. Prucnals Mitwirkung in Dušan Makavejevs kontrovers diskutiertem Film Sweet Movie führte 1974 zur Zwangsexilierung durch die polnische Regierung. Die Verbannte emigrierte daraufhin nach Paris. Hier setzte sie ihre Filmkarriere mit einigen zum Teil sehr freizügigen Rollen fort und begann eine erfolgreiche Chansonlaufbahn mit Auftritten im Paris Olympia, Tourneen in aller Welt sowie Theaterarbeiten in Frankreich. Vor allem im frankophonen Ausland ist sie bis heute eine sehr populäre Chansoninterpretin. Nach Deutschland holte sie Ende der 1970er-Jahre Alfred Biolek, bei dem sie in seiner Sendung Bio’s Bahnhof auftrat.
Nach Polen durfte sie erst 1989 wieder einreisen, als François Mitterrand sie gemeinsam mit Françoise Sagan einlud, ihn nach Warschau auf einen Staatsbesuch zu begleiten. Ihre Konzerte auf dieser Reise wurden vom polnischen Publikum begeistert aufgenommen.

## Filmografie (Auswahl)
- 1963: Das Neujahrsabenteuer (Przygoda noworoczna) – Regie: Stanisław Wohl
- 1964: Der fliegende Holländer
- 1966: Reise ins Ehebett
- 1968: Wege übers Land
- 1970: Unterwegs zu Lenin
- 1974: Sweet Movie
- 1978: Ohne Datenschutz
- 1980: Fellinis Stadt der Frauen (La città delle donne)
- 1994: Die Krähen (Wrony) – Regie: Dorota Kędzierzawska